# Irvington (Illinois)
Pour les articles homonymes, voir Irvington.
Irvington est un village situé à l'est du comté de Washington dans l'Illinois, aux États-Unis,. Il est incorporé le 27 janvier 1882.

## Démographie
Lors du recensement de 2010, le village comptait une population de 659 habitants. Elle est estimée, en 2016, à 629 habitants.

### Source de la traduction
- (en) Cet article est partiellement ou en totalité issu de l’article de Wikipédia en anglais intitulé « Irvington, Illinois » (voir la liste des auteurs).